# Bibliotheca Bodmeriana

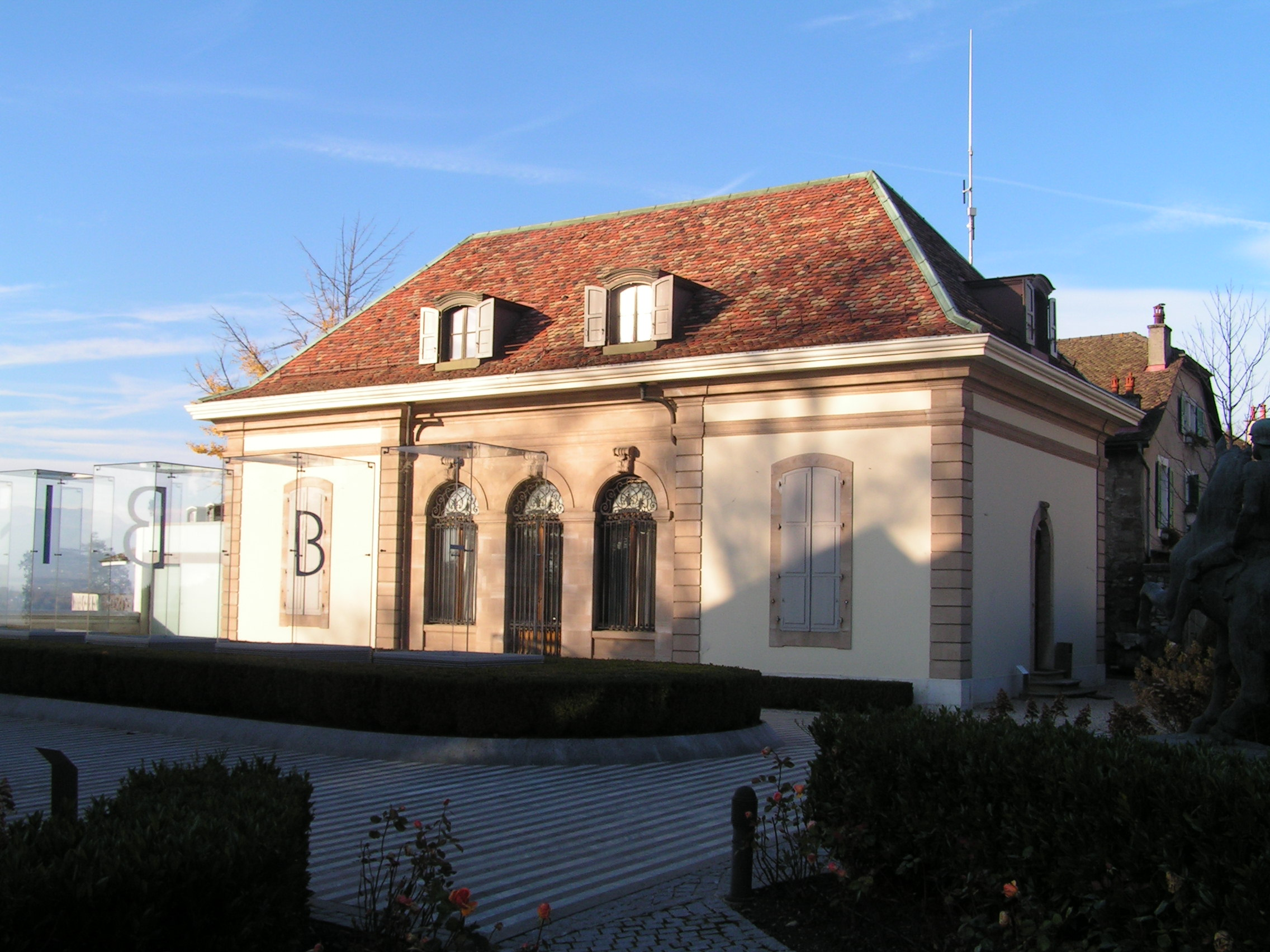
W tym budynku mieści się Fundacja Marcina Bodmera

Bibliotheca Bodmeriana (Biblioteka Bodmera) – mieści się w Cologny (Szwajcaria) dokładnie poza Genewą. Biblioteka została założona przez bibliofila z Genewy Martina Bodmera (1899-1971).

## Papirusy Bodmera
Ważną część kolekcji stanowią Papirusy Bodmera. Nazwa wskazuje, że stanowią ją tylko papirusy, jednak niektóre pisane są na pergaminie (XVI, XIX, XXII). Niektóre z tych papirusów należą do najstarszych zachowanych kopii greckiego Nowego Testamentu. Pierwszy z papirusów, Bodmer II ({\displaystyle {\mathfrak {P}}}66) został nabyty w roku 1956.
Do kolekcji wchodzą także rękopisy koptyjskie, jak np. Papirus Bodmer III zawierający większą część Ewangelii Jana i fragment Listu do Filipian. Papirus Bodmer XIX. Biblioteka zawiera również egzemplarz Biblii Gutenberga.
W roku 2015 zbiory biblioteki wpisano na listę UNESCO Pamięć Świata.

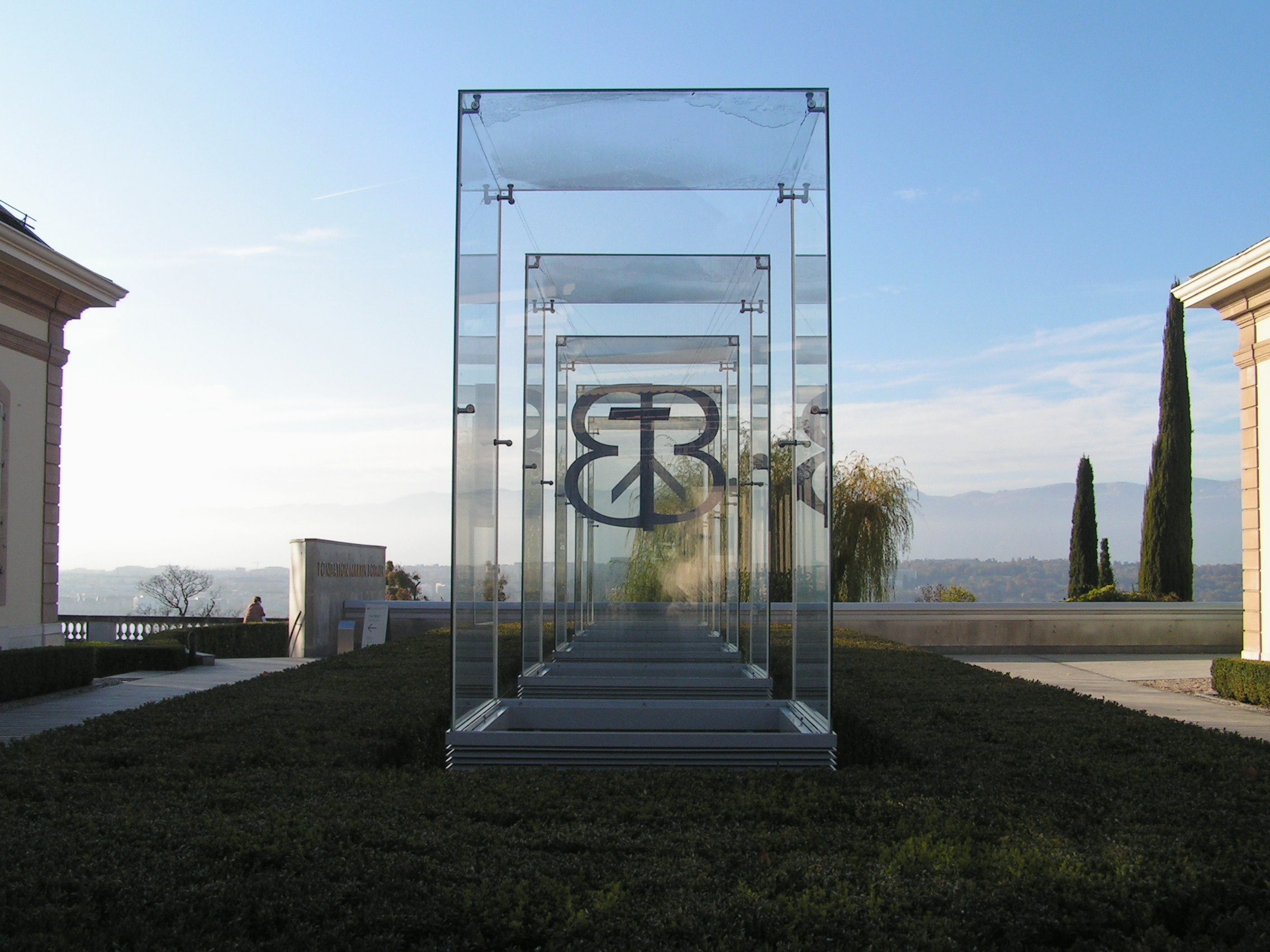
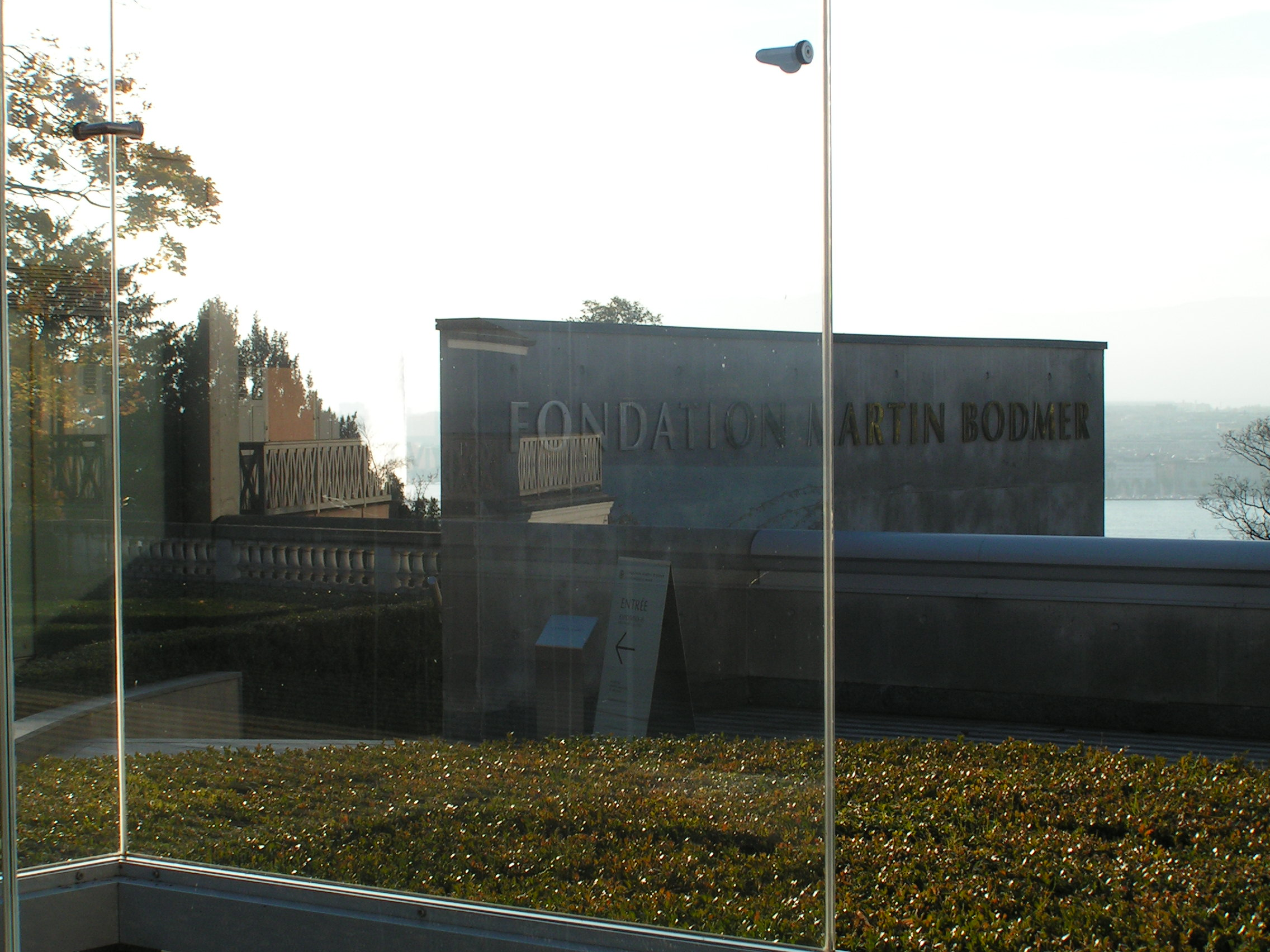
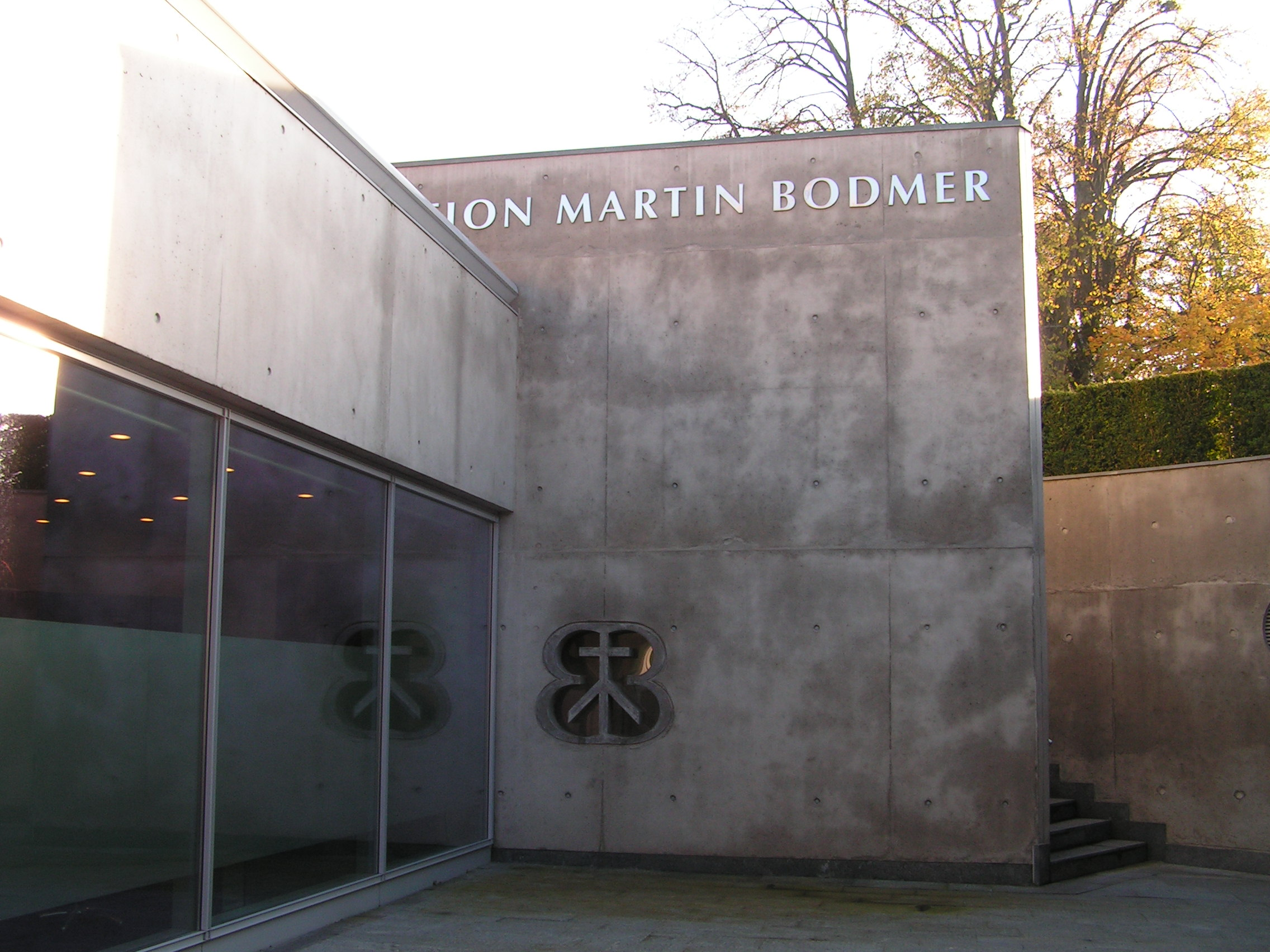
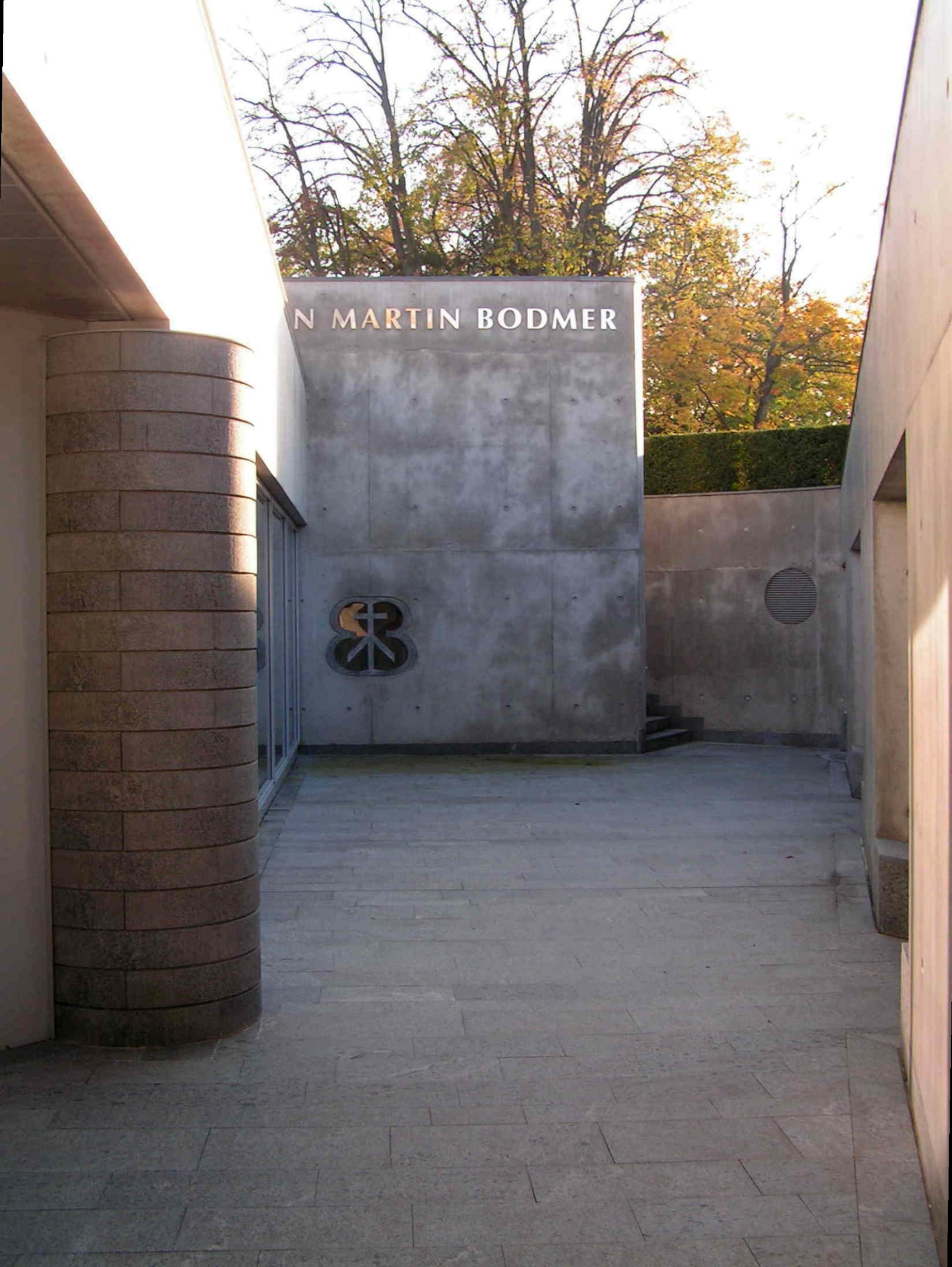

## Rękopisy biblijne i apokryfy

### Greckie
- Papirus Bodmer II ({\displaystyle {\mathfrak {P}}}66)
- Bodmer V – Narodzenie Marii, Apokalipsa Jakuba; IV wiek
- Papirus Bodmer VII-IX ({\displaystyle {\mathfrak {P}}}72) – List Judy, 1-2 Piotra, Psalmy 33-34
- Bodmer X – Odpowiedź Koryntian do Apostoła Pawła; IV wiek
- Bodmer XI – Ody Salomona 1; IV wiek
- Papirus Bodmer XIV-XV ({\displaystyle {\mathfrak {P}}}75)
- Papirus Bodmer XVII ({\displaystyle {\mathfrak {P}}}74)
- Bodmer XXIV – Ps 17,46-117,44; III-IV wiek
- Bodmer XLVI – Dan 1,1-20
- Papirus Bodmer L

### Koptyjskie
- Bodmer III – J 1,1-21,25, Rdz 1,1-4,2; IV wiek; dialekt bohairycki
- Bodmer VI – Prz 1,-21,4; IV/V wiek; Paleo-Theban („Dialect P”)
- Bodmer XVI – Wj 1,1-15,21; IV wiek
- Bodmer XVIII – Pwt 1,1-1-,7; IV wiek
- Bodmer XIX – Mt 14,28-28,20; Rz 1,1-2,3; IV/V wiek
- Bodmer XXI – Jz 6,16-25; 7,6-11,23; 22,1-2; 22,19-23,7; 23,15-24,2; IV wiek
- Bodmer XXII – Jr 40,3-52,34; Lamentacje; List Jeremiasza; Księga Barucha; IV/V wiek
- Bodmer XXIII – Iz 47,1-66,24; IV wiek
- Bodmer XL – PnP
- Bodmer XLI – Dzieje Pawła; IV wiek
- Bodmer XLII – 2 Kor
- Bodmer XLIV – Księga Daniela; bohairycki

## Historia
- Marcin Bodmer założył bibliotekę w 1954 roku.